# Nissan Be-1
O Be-1 é um carro fabricado pela Nissan. Além disso, o Nissan Be-1 possui um motor de 51HP, o que significa um bom desempenho em relação ao seu tamanho e seu peso.

## Nome
Segundo o artigo em japonês da Wikipedia, a origem do nome é referência a frase cunhada do inglês 'be one' (ser um).